# Ultramarine Linux
Ultramarine Linux — дистрибутив Linux, основанный на Fedora. «Духовный преемник» Korora Linux. Целью проекта является предоставление «работы прямо из коробки» с прагматичными настройками по умолчанию (такими как рабочий стол Budgie), а также позволяет устанавливать любое программное обеспечение из репозиториев Flathub, RPM Fusion или Terra. Новые версии выходят каждые 6—8 месяцев.

## Отличия от Fedora
- Встроенные репозитории: Terra, полный набор RPM Fusion, Flathub
- Большинство драйверов и кодеков
- Преднастроенные графические окружения

Ultramarine Linux был создан из-за разочарования в юридических ограничениях Fedora. Поскольку Проект Fedora (и Red Hat) является американской организацией, существуют юридические ограничения на то, какое программное обеспечение может быть упаковано в дистрибутив из-за патентной системы США.
Ultramarine базируется на территории Таиланда и не подпадает под какие-либо ограничения авторских прав на то, какое программное обеспечение может быть предустановлено.